# Tillandsia 'Glenorchy'
Tillandsia 'Glenorchy' es un cultivar híbrido del género Tillandsia perteneciente a la familia Bromeliaceae.
Es un híbrido creado en el año 2000 con las especies Tillandsia seleriana × Tillandsia ionantha.